# Apel·lació a les conseqüències
L'apel·lació a les conseqüències, també anomenat argumentum ad consequentiam, és una fal·làcia lògica consistent en deduir la falsedat d'una conclusió basant-se en les conseqüències, positives o negatives, que comportaria la seva veracitat.
Aquesta fal·làcia confon les conseqüències d'una conclusió amb les proves de la seva veracitat.
Alguns exemples en són:
- Aquest home ha de ser innocent. Què faran, sinó, els seus dos fills petits.
- Déu ha d'existir perquè hi ha molta gent que troba la felicitat en la religió
- Déu no pot existir perquè hi ha molts creients que són dolents

L'Argumentum ad baculum és un cas especial d'apel·lació a les conseqüències.